# 1914年のメジャーリーグベースボール
以下は、メジャーリーグベースボール（MLB）における1914年のできごとを記す。
1914年4月14日に開幕し10月13日に全日程を終え、ナショナルリーグはボストン・ブレーブス(旧ビーンイータース、後のミルウオーキー・ブレーブス）が16年ぶり9度目で20世紀に入って最初のリーグ優勝で、アメリカンリーグはフィラデルフィア・アスレチックスが2年連続6度目のリーグ優勝を飾った。この年にメジャーリーグとなったフェデラル・リーグはインディアナポリス・フージャーズが優勝した。
ワールドシリーズはボストン・ブレーブスが4勝0敗でフィラデルフィア・アスレチックスを破り、シリーズ初制覇となった。
1913年のメジャーリーグベースボール - 1914年のメジャーリーグベースボール - 1915年のメジャーリーグベースボール

## できごと
ナショナル・リーグは、前年まで3連覇していたニューヨーク・ジャイアンツが出足良く4連覇が確実視され、前年5位のボストン・ブレーブスがこの年も7月中旬までは最下位であった。ブレーブスは1909年から1912年まで4年連続最下位で、それもどのシーズンも100敗以上している弱体チームであった。しかし1913年に監督にジョージ・ストーリングスが就任し、彼の補強策が功を奏し、終盤に猛烈に追い込み44試合を34勝した。補強したレスリー・マンとジョー・コノリーを外野手に、チャーリー・ディールやブッチ・シュミットを内野に、そしてシカゴ・カブスから併殺トリオの二塁手ジョニー・エバース も獲得(この年シーズンMVPを獲得)して、後に名遊撃手となったラビット・モランビルとが中心となり内外野を一新し、投手はデイック・ルドルフ(27勝)、ビル・ジェームズ(26勝)、レフティー・タイラー(17勝)らが揃っていたので、この年の独立記念日(7月4日)は最下位で7月18日以降からブレーブスの快進撃が始まり、8月23日についに首位ニューヨーク・ジャイアンツに並ぶところまでいって、最後にリーグ優勝を果たした。
アメリカン・リーグは、ボストン・レッドソックスが健闘し2位に食い込んだが、前年優勝のフィラデルフィア・アスレチックスが順当に勝ち上がり、5年間で4度のリーグ優勝であり、1902年の初優勝から数えて6度目となった。
そしてワールドシリーズでは、下馬評では圧倒的にアスレチックス優勝の予想が多かったが、ブレーブスは捕手のハンク・ガウディの活躍(シリーズ打率.545)と投手陣の踏ん張りでアスレチックスを4戦無敗で、史上初の4タテで制覇し、この年は「ミラクル・ブレーブス」「ボストンの奇跡」として球史に残っている。
- アメリカンリーグのボストン・レッドソックスのダッチ・レナードは最優秀防御率0.96であった。これは現在までメジャーリーグ史上のシーズン防御率最高記録である。そして唯一の1点を割っている数字であり、100年以上この記録は破られていない。ただしダッチ・レナードはその後クリーブランド・インディアンスにトレードされ、さらにデトロイト・タイガースに移り、1926年にタイ・カッブとトリス・スピーカーの八百長疑惑事件を当時のジョンソン会長に告発した当事者となり、結局曖昧な決着の中で忘れられた選手となった。
- ナショナルリーグは、この年 ピート・アレクサンダーが27勝で3年ぶりの最多勝、奪三振214で2年ぶりの最多奪三振を記録し、以後4年連続最多勝と最多奪三振となり、次の年から3年連続30勝を超えて、しかも最優秀防御率も翌年から3年連続となるなど、絶頂期を迎えていた。

### タイ・カッブの首位打者資格
アメリカン・リーグはタイ・カップが.368で首位打者となり8年連続となった。しかしシーズン途中で肋骨を骨折し、その後右親指も骨折。怪我に苦しみ、出場した試合は98試合、打席数は414、打数は345。このとき全試合の三分の二の出場が規定条件であったかは不明で、公式にはタイ・カップが首位打者である。しかし出場不足で首位打者ではないとする指摘もあり、その後、1942年にアーニー・ロンバルディがわずか309打数（105試合出場）で首位打者になったことから、1950年から打数400が規定条件になった。ところが1954年にテッド・ウィリアムズが首位打者となったボビー・アビラの.341を上回る.345でありながら、136四球で打数が386となり規定に満たないとされて首位打者を逃したことから、1957年のシーズンから打席数を規定条件とする決定がなされ、全試合数×3.1の打席数が必要とされた。9年連続首位打者という輝かしい業績であるが、1910年については後の1981年の再調査で打率は2位に下がり、この1914年は後年の規定条件では満たすことが出来ないとされている。

### ベーブ・ルース
この年2月14日、ボルチモアの孤児院セントメリー工業学校の野球部員であったベーブ・ルースは、当時のインターナショナル・リーグ(マイナーリーグ)のボルチモア・オリオールズ(現在の球団とは別)と入団契約を結んだ。そしてすぐにフェデラル・リーグからの選手引抜きの動きを封ずるためにボストン・レッドソックスに金銭トレードされて、この年に投手としてメジャーリーグのデビューを果たした。1914年のルースの打撃成績は5試合出場で、10打数2安打、2打点、本塁打ゼロであった。

### 選手組合の闘争
この年はメジャーリーグにとって激動の年となった。一つは後述のフェデラル・リーグの動きであり、前年からアメリカンとナショナル・リーグの両リーグの選手を引き抜く動きが活発となり、両リーグはこれに対し訴訟で応じた。争点は損害の賠償、既得権利の保護、契約違反、選手略奪の規制と禁止であった。この中で重要なポイントは選手の保留権に関する球団の権利への侵害であり、フェデラル・リーグは逆に「シャーマン反トラスト法」(独占禁止法)違反のかどで両リーグを訴えた。
もう一つは選手組合の動きで、このフェデラル・リーグによって生じた混乱を巧みに利用する形で一気に攻勢に出て、選手の待遇に関する要求を17項目に渡って球団経営者に突き付け、1903年に両リーグ会長らで設立されたナショナル・コミッション(全国委員会)はこの時に、そのうちの11項目について実行を約束することとなった。この約束は協定という形で全国委員会委員長でシンシナチ・レッズのオーナーであったオーガスト・ハーマン会長の地元シンシナチで結ばれたため、「シンシナチ協定」と後に呼ばれている。しかし両リーグの球団経営者は球団側にきわめて不利な内容であったため、この協定は守られなかった。しびれを切らした選手組合は7月22日までに選手全員の契約解除を要求し、それが行われない場合はゼネストも辞さないことを通告した。この後に全国委員会ハーマン委員長の仲介で両リーグに協定の忠実な履行を約束させたため事態は収まった。しかし翌年のフェデラル・リーグの解体とともに選手組合も弱体化し、この協定も守られないままに終わり、選手を球団が保有する権利に関する問題はその後第二次大戦後の1970年代まで何ら変わることなく続いた。

### フェデラル・リーグ
前年に誕生したフェデラル・リーグがメジャーリーグとして動き始めた。前年の6球団から8球団に増えてボルチモアとバッファローにフランチャイズを置き、クリーブランドの本拠地権はいったんはカナダのトロントに移ったが、その後ブルックリンに移動した。この結果インディアナ、シカゴ、セントルイス、バッファロー、カンザス・シティ、ピッツバーグ、ブルックリン、ボルチモアの8球団でメジャーリーグとして最初のシーズンとなり、前年と同じインディアナポリス・フージャーズが優勝した。そしてフェデラル・リーグは両リーグに「3チームによるワールドシリーズ」を申し入れたが、両リーグとも黙殺した。

### 記録
- 6月9日、ホーナス・ワグナーが史上2人目の3000安打を達成。
- 9月27日、ナップ・ラジョイが史上3人目の3000安打を達成。

### 規則の改訂
- これまで投手がマウンド上でボールを持っている時にしか審判はタイムをとれなかったが、火災や騒乱、嵐などの特別な事情がある場合はタイムをとれるようになった。
- また投手が打者に投球する際に片足をプレートに付けていなくてはならない、という1項目が設けられた。

### その他
- この年に、デトロイト・タイガースのタイ・カッブは年俸1万5000ドルで契約し、ボストン・レッドソックスのトリス・スピーカーは1万8000ドルで契約した。カッブは1908年に5000ドルで契約しており、これはフェデラル・リーグの誕生で選手側が移籍を仄めかしながら球団と駆け引きを行い、勝ち取ったものであった。またこれはピッツバーグ・パイレーツのホーナス・ワグナーが1908年に勝ち取った1万ドルを超えるものであり、ワグナーはその後に増額を求めなかったと言われている。

## 最終成績

### レギュラーシーズン
| 順 | チーム                           | 勝利 | 敗戦 | 勝率 | G差  |
| -- | -------------------------------- | ---- | ---- | ---- | ---- |
| 1  | フィラデルフィア・アスレチックス | 99   | 53   | .651 | --   |
| 2  | ボストン・レッドソックス         | 91   | 62   | .595 | 8.5  |
| 3  | ワシントン・セネタース           | 81   | 73   | .526 | 19.0 |
| 4  | デトロイト・タイガース           | 80   | 73   | .523 | 19.5 |
| 5  | セントルイス・ブラウンズ         | 71   | 82   | .464 | 28.5 |
| 6  | シカゴ・ホワイトソックス         | 70   | 84   | .455 | 30.0 |
| 7  | ニューヨーク・ヤンキース         | 70   | 84   | .455 | 30.0 |
| 8  | クリーブランド・ナップス         | 51   | 102  | .333 | 48.5 |

| 順 | チーム                       | 勝利 | 敗戦 | 勝率 | G差  |
| -- | ---------------------------- | ---- | ---- | ---- | ---- |
| 1  | ボストン・ブレーブス         | 94   | 59   | .614 | --   |
| 2  | ニューヨーク・ジャイアンツ   | 84   | 70   | .545 | 10.5 |
| 3  | セントルイス・カージナルス   | 81   | 72   | .529 | 13.0 |
| 4  | シカゴ・カブス               | 78   | 76   | .506 | 16.5 |
| 5  | ブルックリン・ロビンス       | 75   | 79   | .487 | 19.5 |
| 6  | フィラデルフィア・フィリーズ | 74   | 80   | .481 | 20.5 |
| 7  | ピッツバーグ・パイレーツ     | 69   | 85   | .448 | 25.5 |
| 8  | シンシナティ・レッズ         | 60   | 94   | .390 | 34.5 |

### ワールドシリーズ
- アスレチックス 0 - 4 ブレーブス

| 10/ 9 – | ブレーブス     | 7 | - | 1 |  | アスレチックス |
| 10/10 – | ブレーブス     | 1 | - | 0 |  | アスレチックス |
| 10/12 – | アスレチックス | 4 | - | 5 |  | ブレーブス     |
| 10/13 – | アスレチックス | 1 | - | 3 |  | ブレーブス     |

## 個人タイトル

### アメリカンリーグ
| 項目   | 選手                     | 記録 |
| ------ | ------------------------ | ---- |
| 打率   | タイ・カッブ (DET)       | .368 |
| 本塁打 | フランク・ベイカー (PHA) | 9    |
| 打点   | サム・クロフォード (DET) | 104  |
| 得点   | エディ・コリンズ (PHA)   | 122  |
| 安打   | トリス・スピーカー (BOS) | 193  |
| 盗塁   | フリッツ・マイセル (NYY) | 74   |

| 項目   | 選手                         | 記録 |
| ------ | ---------------------------- | ---- |
| 勝利   | ウォルター・ジョンソン (WS1) | 28   |
| 敗戦   | ジョー・ベンズ (CWS)         | 19   |
| 防御率 | ダッチ・レナード (BOS)       | 0.96 |
| 奪三振 | ウォルター・ジョンソン (WS1) | 225  |
| 投球回 | ウォルター・ジョンソン (WS1) | 371⅔ |
| セーブ | ジャック・ベントリー (WS1)   | 4    |
| セーブ | フークス・ドース (DET)       | 4    |
| セーブ | レッド・フェイバー (CWS)     | 4    |
| セーブ | ロイ・ミッチェル (SLA)       | 4    |
| セーブ | ジム・ショー (WS1)           | 4    |

### ナショナルリーグ
| 項目   | 選手                       | 記録 |
| ------ | -------------------------- | ---- |
| 打率   | ジェイク・ドーバート (BRO) | .329 |
| 本塁打 | ギャビー・クラバス (PHI)   | 19   |
| 打点   | シェリー・マギー (PHI)     | 103  |
| 得点   | ジョージ・バーンズ (NYG)   | 100  |
| 安打   | シェリー・マギー (PHI)     | 171  |
| 盗塁   | ジョージ・バーンズ (NYG)   | 62   |

| 項目   | 選手                         | 記録 |
| ------ | ---------------------------- | ---- |
| 勝利   | ピート・アレクサンダー (PHI) | 27   |
| 敗戦   | レッド・エイムズ (CIN)       | 23   |
| 防御率 | ビル・ドーク (STL)           | 1.72 |
| 奪三振 | ピート・アレクサンダー (PHI) | 214  |
| 投球回 | ピート・アレクサンダー (PHI) | 355  |
| セーブ | レッド・エイムズ (CIN)       | 6    |
| セーブ | スリム・サリー (STL)         | 6    |

## フェデラル・リーグ
リーグ戦績・順位
※順位は勝率による。また一部記録は後年計算されたもの
| 順位 | チーム名                         | 試合 | 勝利 | 敗戦 | 勝率 | ゲーム差 |
| ---- | -------------------------------- | ---- | ---- | ---- | ---- | -------- |
| 1    | インディアナポリス・フージャーズ | 157  | 88   | 65   | .575 | -        |
| 2    | シカゴ・ホエールズ               | 157  | 87   | 67   | .565 | 1.5      |
| 3    | ボルチモア・テラピンズ           | 160  | 84   | 70   | .545 | 4.5      |
| 4    | バッファロー・ブルース           | 155  | 80   | 71   | .530 | 7.0      |
| 5    | ブルックリン・ティップトップス   | 157  | 77   | 77   | .500 | 11.5     |
| 6    | カンザスシティ・パッカーズ       | 154  | 67   | 84   | .444 | 20.0     |
| 7    | ピッツバーグ・レーベルズ         | 154  | 64   | 86   | .427 | 22.5     |
| 8    | セントルイス・テリアズ           | 154  | 62   | 89   | .411 | 25.0     |

投手記録
- 最多勝利数：29（クロード・ヘンドリクス）
- 最優秀防御率：1.69（クロード・ヘンドリクス）
- 最多奪三振：236（サイ・ファルケンバーグ）

打撃記録
- 首位打者：.370（ベニー・カウフ）
- 最多安打：211（ベニー・カウフ）
- 最多得点：120（ベニー・カウフ）
- 最多打点：107（フランク・ラポルテ）
- 最多本塁打：16（ダッチ・ツウィリング）
- 最多盗塁：75（ベニー・カウフ）

## 表彰
チャルマーズ賞 (MVP)
- ナショナルリーグ ： ジョニー・エバース (BSN)
- アメリカンリーグ ： エディ・コリンズ (PHA)